# Orbot
Orbot je bezplatná proxy aplikace, která uživatelům operačních systémů Android a iOS poskytuje anonymitu na internetu. Umožňuje směrovat provoz z aplikací, jako jsou webové prohlížeče, e-mailové klienty, mapové programy a další, přes síť Tor.
Tento nástroj slouží k zachování anonymity a utajení komunikace uživatelů před vládními entitami a třetími stranami, které by mohly sledovat jejich internetový provoz.

## Přijetí
V roce 2014 byl Orbot podrobně popsán v článku o „bezpečném hlášení z Android zařízení“. V lednu 2016 Lisa Vaas z NakedSecurity od Sophos popsala, jak se pomocí Toru, včetně Orbotu na Androidu, připojit k Facebooku.
V červenci 2021 Tech Radar označil Orbot za jednu z 8 „nejlepších aplikací pro ochranu soukromí pro Android v roce 2021“, ale varoval před nižšími rychlostmi. Tentýž měsíc Android Authority diskutoval o Tor Browseru a Orbotu v krátkých recenzích „15 nejlepších prohlížečů pro Android“.
V listopadu 2021 John Leyden z The Daily Swig popsal spolupráci mezi Tor Project a Guardian Project na vývoji Orbotu pro obcházení cenzury pro jakoukoli aplikaci v zařízení, ale varoval, že Orbot neodstraňuje identifikační informace z provozu aplikací. V červenci 2022 popsala Laiba Mohsin z PhoneWorld Orbot jako jednoduchý způsob přístupu k temnému webu na mobilu.
V říjnu 2022 Damir Mujezinovic z MakeUseOf popsal Orbot jako „vlajkový“ produkt pro iOS i Android, který umožňuje používat síť Tor, a uvedl, že „nezajistí úplnou anonymitu, ale určitě pomůže obejít některá geografická omezení,“ V listopadu 2022 napsal Mujezinovic podrobný návod k používání Orbotu na iOS nebo Androidu.